# Funktionel Elektrisk Stimulation
Ved funktionel elektrisk stimulation (FES) aktivere muskler kunstigt, ved hjælp af elektricitet, således at der opnås en funktionel bevægelse. Det kan bruges til rehabilitering af personer med helt eller delvist lammede muskler som følge af en skade på centralnervesystemet. Sådanne tilfælde omfatter typisk hjerneskader (ictus), rygmarvsskader, multipel sklerose m.m.
Normale muskler fungerer ved at elektriske impulser (aktionspotentialer) sendes gennem de motoriske nerver til musklerne. Ved FES skabes disse impulser kunstigt ved at sende en serie strømimpulser gennem motor nerven for at starte aktionspotentialer og derved styre muskelsammentrækningen kunstigt. To eller flere elektroder bruges til at forbinde en elektrisk stimulator med nerven. FES elektroder kan deles i to kategorier: implanterede og transkutane (overflade) elektroder.
Den første succesfulde anvendelse af FES er vel pacemakeren men senere er også inkontinens problemer blevet rutinemæssigt anvendt til behandling af patienter med rygmarvsskade. Nyere anvendelser som f.eks. forbedring af gangfunktionen hos folk med skadet centralnervesystem blevet en tilgængelig behandlingsform hvorimod forbedring af håndfunktionen er stadig på forsøgsstadiet.